# Криптохитон Стеллера
Криптохитон Стеллера (лат. Cryptochiton stelleri) — вид панцирных моллюсков из семейства Acanthochitonidae, единственный в роде криптохитонов (Cryptochiton). Является самым крупным представителем семейства, длина тела может достигать 36 см, а максимальная масса — около 2 кг.

## Распространение и места обитания
Ареал охватывает берега северной части Тихого океана: от Центральной Калифорнии до Аляски, через Алеутские острова до полуострова Камчатка и на юг до Японии. Типичный представитель фауны нижней литорали и сублиторальной зоны.

## Внешний вид и строение

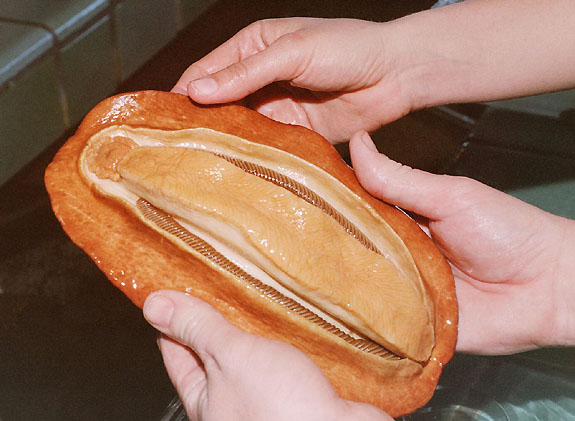
Cryptochiton stelleri с брюшной стороны. Видны нога оранжевого цвета, два ряда жабр по бокам тела и ротовое отверстие

Как и у остальных хитонов, панцирь криптохитона разделен на 8 подвижных пластин. Пластины располагаются под кожистыми покровами мантии, что нетипично для большинства представителей панцирных моллюсков и является отличительной особенностью для криптохитонов. Покровы темно-коричневого цвета. Окраска ноги, как правило, более яркая.

## Образ жизни
Питаются, соскребая обрастания с камней и водорослей. Отмечена сумеречно-ночная активность; днем криптохитон предпочитает оставаться в убежище.
У криптохитона Стеллера наблюдается небольшое количество естественных врагов. К таковым можно отнести некоторые виды осьминогов или морских звезд (например, Pisaster ochraceus). Возможно, криптохитон вступает в комменсальные отношения с некоторыми видами многощетинковых червей (например, полиноидами Arctonoe vittata), которые могут селиться в мантийной полости моллюска, не принося ему ни вреда, ни пользы.